# Бер Ривер Сити (Јута)
Бер Ривер Сити (енгл. Bear River City) град је у америчкој савезној држави Јута.

## Демографија
По попису из 2010. године број становника је 853, што је 103 (13,7%) становника више него 2000. године.
| Група             | 2000.       | 2010.       |
| Белци             | 716 (95,5%) | 808 (94,7%) |
| Афроамериканци    | 0 (0,0%)    | 3 (0,4%)    |
| Азијати           | 0 (0,0%)    | 4 (0,5%)    |
| Хиспаноамериканци | 29 (3,9%)   | 36 (4,2%)   |
| Укупно            | 750         | 853         |